# Badminton-Weltmeisterschaft der Gehörlosen 2007
Die Badminton-Weltmeisterschaft der Gehörlosen 2007 fand vom 28. September bis zum 6. Oktober 2007 in Mülheim an der Ruhr statt.

## Sieger und Platzierte
| Disziplin    | Gold                                                                                              | Silber                                                                                            | Bronze                                                                                                 |
| ------------ | ------------------------------------------------------------------------------------------------- | ------------------------------------------------------------------------------------------------- | --- |
| Herreneinzel | Rajeev Bagga                                                                                      | Jannich Tanghus Andersen                                                                          | Rohit Bhaker                                                                                           |
| Dameneinzel  | Kristina Dovidaitytė                                                                              | Olga AGurina                                                                                      | Jeong Seon-hwa                                                                                         |
| Herrendoppel | Teh Cheang Hock Yeo Kok Fang                                                                      | Rajeev Bagga Carl Sadler                                                                          | Huang Chung-Han Lin Chien-Chen                                                                         |
| Damendoppel  | Mika Hiwatari Mio Inoue                                                                           | Gergana Stoyanova Silviya Arsova                                                                  | Yu Eun-kyung Jeong Seon-hwa                                                                            |
| Mixed        | Artemy Karpov Alena Pavlova                                                                       | Tomas Dovydaitis Kristina Dovidaitytė                                                             | Oliver Witte Saskia Fischer                                                                            |
| Mannschaft   | Russland Mikhail Efremov Feliks Galkin Olga Gurina Artemy Karpov Alena Pavlova Alexander Vasiliev | Japan Mari Ishii Takeshi Katsuta Daisuke Miyazaki Mika Hiwatari Mio Inoue Jun Nakanishi Aiko Nozu | Litauen Tomas Dovydaitis Kristina Dovidaitytė Emilija Mateikaitė Viktorija Novik Kazimieras Dauskurtas |